# Tubas (muhafaza)
Tubas (arab. ‏أريحا‎, Ţūbās) – muhafaza Palestyny. Leży w północno-wschodniej części Zachodniego Brzegu. Od zachodu sąsiaduje z Nablus i Dżanin, a od południa z Jerychem. Od wschodu graniczy jordańską muhafazą Irbid, a od północy z izraelskim dystryktem Północnym. Ma powierzchnię 402 km². Według danych Palestyńskiego Centralnego Biura Statystycznego na rok 2007 zamieszkało ją 48 771 osób, co stanowiło 1,3% ludności Palestyny. Znajdowało się tu wtedy 9 135 gospodarstw domowych. Do 2015 roku liczba ludności wzrosła do 64 719, a gęstość zaludnienia wynosiła 161 os./km². Jest to przedostatnia pod względem gęstości zaludnienia i liczby ludności muhafaza Palestyny.

## Miejscowości
Miasta
- Tubas

Miejscowości
- Akkaba
- Tammun

Wioski
- Bardala
- Ein al-Beida
- Kardala
- Ras al-Far'a
- Tajasir
- Wadi al-Far'a